# (Don’t Fear) The Reaper
(Don’t Fear) The Reaper – piosenka rockowa zespołu Blue Öyster Cult, wydana w 1976 roku jako singel promujący album Agents of Fortune.

## Treść
Autorem piosenki jest Buck Dharma. Utwór mówi o nieuchronności śmierci i przekonaniu, że nie powinniśmy się jej bać. Autor ponadto określił utwór jako piosenkę miłosną, w której miłość transcenduje fizyczną egzystencję partnerów. Zaprzeczył jednocześnie, iżby piosenka miała nakłaniać do samobójstwa mimo faktu, że pojawia się w niej odniesienie do Romea i Julii. Postaci Romea i Julii miały jedynie stanowić zdaniem Dharmy przykład osób, które wierzyły, że będą razem po śmierci. Z kolei zwrot „40 000 men and women every day” był liczbą osób, które miały umierać każdego dnia; nie było to zgodne z prawdą, ponieważ wówczas codziennie umierało 135 000 ludzi.
Buck Dharma powiedział, że pisząc piosenkę zastanawiał się, co by było, gdyby umarł młodo i spotkał się z bliskimi w życiu pozagrobowym. Do napisania utworu sprowokowała muzyka zdiagnozowana u niego arytmia, w wyniku której myślał o swojej śmierci.

## Odbiór
„(Don’t Fear) The Reaper” było głównym singlem albumu Agents of Fortune i stało się pierwszym międzynarodowym przebojem grupy, zajmując m.in. dwunaste miejsce na liście Hot 100 oraz szesnaste na liście UK Singles Chart. Przyczynił się także do znacznego zainteresowania zespołem w Wielkiej Brytanii w momencie ukazania się tam singla w 1978 roku. Utwór został przez magazyn „Rolling Stone” wybrany piosenką roku 1976. Ponadto piosenka znalazła się na liście najlepszych piosenek wszech czasów według „Rolling Stone”, „Mojo” oraz „Q”.
| Lista             | Pozycja | Źródło |
| ----------------- | ------- | ------ |
| Irlandia          | 17      | [ 5 ]  |
| Kanada            | 7       | [ 6 ]  |
| Stany Zjednoczone | 12      | [ 1 ]  |
| Wielka Brytania   | 16      | [ 1 ]  |

## Wykorzystanie i covery
- Piosenkę wykorzystano w filmach: Halloween, Przerażacze, Krzyk, Cud w Lake Placid i Super balanga, w serialu 12 małp (odcinek „Boski ruch”), a także w grach komputerowych Rock Band, SingStar Amped, Ripper, RoadKill, Prey i zwiastunie Call of Duty: Modern Warfare 3 (gra komputerowa 2023)[1][7][8][9].
- Utwór został upamiętniony w skeczu Saturday Night Live pt. „More Cowbell” z kwietnia 2000 roku[1].
- Stephen King zacytował fragment piosenki w powieści Bastion. Utwór został także wykorzystany w miniserialu na podstawie książki[1].
- Piosenka była coverowana m.in. przez: Goo Goo Dolls (1987), Apollo 440 (1994), HIM (1997), Heaven 17 (2005) czy L.A. Guns (2010). Ogółem nagrano kilkadziesiąt coverów piosenki[10][11].